# 活不桑河
活不桑河（Hupsang river；Hupsang Khad），是象泉河(印度称萨特莱杰河)的一条支流，发源于喜马拉雅山脉什布奇山口附近的拉容马山南麓。象泉河北岸是印度与中国有领土争议的喜马偕尔邦金瑙尔县Tashigang，位于中国什布奇山口以西地区，目前被印度实际控制。
中印傳統习惯边界在金瑙尔县纳贾尔（Namgial）村附近，地理坐标为31°48′43″N 78°39′13″E / 31.81194°N 78.65361°E。
斯皮提河（Spiti Rriver）在Khab村附近汇入萨特莱杰河。

## 领土争议
中国认为，这一段的中印傳統习惯边界在活不桑河的中心线，因为当地两国边民自古有习俗：喝三口活不桑河的水，进入印度的信仰藏传佛教的藏民可以吃马肉，而进入中国西藏的信仰印度教的印度边民可以吃牛肉。
。